# Die falsche Asta Nielsen
Die falsche Asta Nielsen ist eine 1914 gedrehte, deutsche Stummfilm-Verwechslungskomödie mit Asta Nielsen in einer Doppelrolle.

## Handlung
Asta Nielsen befindet sich im Jahre 1914 auf dem Höhepunkt ihres Ruhms; sie ist, neben Henny Porten, der beliebteste weibliche Filmstar des deutschen Kaiserreichs. Dies weiß auch der Theaterdirektor Baumbach, der findet, dass seine Tochter Bolette, ein durch anhaltende Erfolglosigkeit „glänzendes“ Möchtegernmodell, große Ähnlichkeit mit der Leinwanddiva besitzt. Warum also soll er nicht mit Bolette als falsche Asta Nielsen versuchen, Geld zu verdienen, zumal er soeben gelesen hat, wie viel angeblich die echte Asta verdient. Bolette ist von dieser Idee begeistert und schreibt der berühmten Dänin einen Brief, in dem sie diese um einige nicht mehr benötigte Kleidungsstücke von ihr nachsucht. Tatsächlich ist Asta Nielsen so großzügig und schickt ihr einige Kleider.
Versehentlich ist unter die Klamotten auch Brillantschmuck der Diva geraten, den der geschäftstüchtige Baumbach bei einem Juwelier sofort versilbert, um das Geld als Startkapital in Bolettes erhoffte Starkarriere zu investieren. Im schlesischen Waldenburg, wo im dortigen Hoftheater ein Asta Nielsen-Gastspiel angekündigt wurde, erleben Vater und Tochter ihre Feuertaufe. Dabei gibt es eine klare Arbeitsteilung: der bauernschlaue Baumbach kümmert sich um die finanziellen und organisatorischen Dinge, während Bolettes „Asta“ den angereistes Pressevertretern kenntnisreich das Wesen der Kinematographie und der Filmschauspielkunst erklärt. Auf einem ihr zu Ehren gegebenen Empfang benimmt sich die ein wenig bauerntrampelig agierende Bolette allerdings ziemlich daneben. Doch die Leute hier in der Provinz sehen es „Asta“ nach, glaubt man doch, dass ein solches Benehmen Ausdruck typischer Künstlerlaunen sei.
Eine Filmgesellschaft meldet sich und will Bolettes Asta engagieren. Die aber vergnügt sich lieber im Nachtleben der Stadt, wo sie einen schnieken Baron kennenlernt, der ihr gut gefällt. Ihm wiederum behagt ihre raue, robuste und auch stets ein wenig lärmende Persönlichkeit. Der Sekt fließt in Strömen, was Bolette allerdings am nächsten Morgen einen gehörigen Kater beschert. Noch immer leicht beschwipst, erscheint sie bei ihrem neuen Arbeitgeber im Filmstudio, was ihre neuen Bosse erzürnt. Zeitgleich trifft die echte Asta Nielsen in Waldenburg ein und wundert sich sehr, dass man ihr einen derart unterkühlten Empfang bereitet. Bolette hatte am Abend zuvor wohl doch einen ziemlich desaströsen Eindruck hinterlassen. Der Intendant des Hoftheaters macht Asta klar, dass er seine Bühne für zu wertvoll halte, als dass eine Person ihres Schlages dort auftrete. Mehr als verwundert entfernt sie sich von diesem ungastlichen Ort und kehrt auf die Straße zurück. Dort überreicht die Staatsgewalt Asta eine Vorladung vor Gericht, wo sie sich wegen nächtlicher Ruhestörung und groben Unfugs verantworten solle. Zu allem Überfluss charmiert auch noch ein öliger Herr an sie heran, der allen Ernstes behauptet, dass er seit letzter Nacht ihr Galan sei.
Allmählich wird der echten Asta Nielsen klar, dass hier etwas nicht stimmen kann: es muss eine Doppelgängerin geben! Der Baron, der sich soeben an seiner falschen Braut, der echten Diva, abgemüht hatte, kommt gerade vom Shoppen zurück und überreicht seiner Bolette-Asta den von Vater Baumbach unlängst versilberten Brillantstern, der der echten Asta gehört. Baumbach ist höchst erfreut darüber und sinnt schon darüber nach, wie er das wertvolle Schmuckstück ein zweites Mal zu Geld machen kann. Bald beginnt sich Bolette probeweise als Möchtegern-Asta vor der Kamera abzumühen, während die heimlich eingetroffene echte Nielsen dies Spektakel aus der Deckung belustigt anschaut. In der Schlussszene mogelt sie sich vor die Kamera und überreicht der basserstaunten Bolette einen Brief. Baumbach, der das Unglück nahen sah, hat sich indes längst abgesetzt – natürlich mit Asta Nielsens Diamantschmuck. Weit kommt er jedoch nicht, denn die Polizei hat schon auf ihn gewartet und nimmt ihn in Empfang. Bolette selbst bekommt den Mund kaum mehr zu, als sie glaubt, in ihr eigenes Spiegelbild zu schauen. Sie will sich rasch verziehen, als auch sie von der Polizei verhaftet wird. Als Baumbach Asta reuevoll das Schmuckstück zurückgibt, verwendet sich die große Dänin für die beiden Missetäter, und die Polizei lässt Vater und Tochter laufen. Bolette und ihr Baron verlassen die Szene, und Asta Nielsen macht dem verdutzten Theaterdirektor von Waldenburg mit süffisantem Unterton klar, dass es nur eine Asta Nielsen gäbe.

## Produktionsnotizen

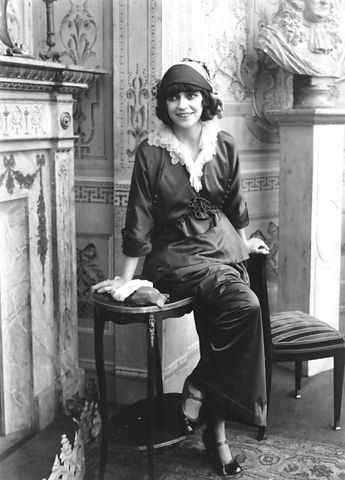
Asta Nielsen

Die falsche Asta Nielsen passierte die erste Filmzensur im September und die zweite im November 1915 und wurde mit Jugendverbot belegt. Die Uraufführung des bereits im Frühherbst 1914 abgedrehten, dreiaktigen Lustspiels fand erst, kriegsbedingt stark verspätet, am 10. Dezember 1915 statt. Der Dreiakter wurde im Union-Atelier in Berlin-Tempelhofs Oberlandstraße gefilmt. Ab Februar 1916 konnte man Die falsche Asta Nielsen sowohl in Dänemark als auch in den Niederlanden sehen.
Der im Oktober 1914 durch Freitod aus dem Leben geschiedene Theaterkomiker Victor Arnold spielte hier seine letzte Rolle. In einer Szene sieht sich die falsche Asta, Bolette, die echte Asta in deren 1914 angelaufenem Film Das Feuer an.

## Kritiken
„Asta Nielsen gibt ihre Rolle mit wahrhaft künstlerischem Humor: urkomisch wirkt die Szene, in welche die falsche Asta Nielsen mit dem Spiegel in der Hand sich die Mimik der großen Künstlerin aneignen will, wobei sie sich natürlich selbst persifliert, was geradezu eine verblüffende Wirkung auslöst. Eine Glanzleistung in diesem Film vollbringt auch einer der besten Komiker, die auf der Filmbühne je erschienen sind, der leider zu früh verstorbene Berliner Schauspieler Arnold (…) Außerordentlich geschickt ist im letzten Akte das Erscheinen der rechten und falschen Asta Nielsen technisch durchgeführt.“